# 오르페오 (텔레비전 채널)
ORFEO TV (오르페오 채널)는 클래식음악 전문 채널로 유럽 최고의 클래식 음악 영상제작사 ‘UNITEL(유니텔)’의 카라얀, 번스타인 등 20세기 거장들의 대표적인 공연 실황과 세계 양대 오케스트라 빈·베를린 필하모닉 공연을 포함한 화제작을 방영하고 있다. 잘츠부르크·브레겐츠 페스티벌 등 세기의 클래식 음악 축제의 다채로운 작품부터 유럽 주요 공연장의 클래식 콘서트·오페라·발레, 명작 다큐멘터리, 대중적인 영화음악 콘서트와 더불어 채널 제작의 공연, 교양 프로그램 등 차별화된 프로그램을 방영하고 있다.

## 케이블 번호
- DLive 232번
- LG Hellovision 272번
- KT HCN 228번

## 국내 프로그램
- 클래식이 알고싶다
- ODE PORT Live
- 김윤경의 소소한 클래식 토크콘서트
- 서초문화재단 화요콘서트
- 서초문화재단 감동클래식
- 랜선 클래식 ON
- LIVE IN NATURE
- 2021-2022 PLZ 페스티벌
- 2023 DMZ Open Festival
- 주간 클래식

## 해외 프로그램
- 잘츠부르크 페스티벌 실황
- BBC Proms 실황
- 브레겐츠 페스티벌 실황
- 바이로이트 페스티벌
- 로열 콘세르트헤바우 콘서트
- 베를린 필하모닉 공연 실황
- 외 다수